# Santa Barbara (Californie)
Pour les articles homonymes, voir Santa Barbara.
Santa Barbara est une ville de 88 978 habitants située sur la côte de l'État de Californie au pied des monts Santa Ynez, face à l'océan Pacifique, dans l'ouest des États-Unis, à une heure de route au nord-ouest de Los Angeles. 
C'est le siège du comté de Santa Barbara. Son aire urbaine, qui comprend les villes voisines de Goleta, Montecito et Carpinteria, a une population totale estimée à 400 000 personnes. Son climat méditerranéen à subtropical, ses larges plages de sable blanc, ses falaises crayeuses et ses maisons de style hispanique recouvertes de toits en tuiles canal lui valent le surnom de « riviera américaine » (en anglais : American Riviera). 
La ville de Santa Barbara abrite, avec la commune voisine de Montecito, la plus forte concentration de très hauts revenus des États-Unis pour une zone urbaine, après l'arrondissement new-yorkais de Manhattan, la région de la baie de San Francisco et les villes de Washington, Seattle, Miami, Chicago, Boston.
Située à 140 km de Los Angeles, elle est connue pour être le lieu de villégiature privilégié de nombreuses personnalités des industries cinématographiques et scopiques de Hollywood, du monde politique et médiatique américain ou international. Ronald Reagan, Oprah Winfrey, Michael Jackson, Ellen DeGeneres ou Meghan Markle et le prince britannique Harry de Sussex y ont possédé une résidence.

## Histoire

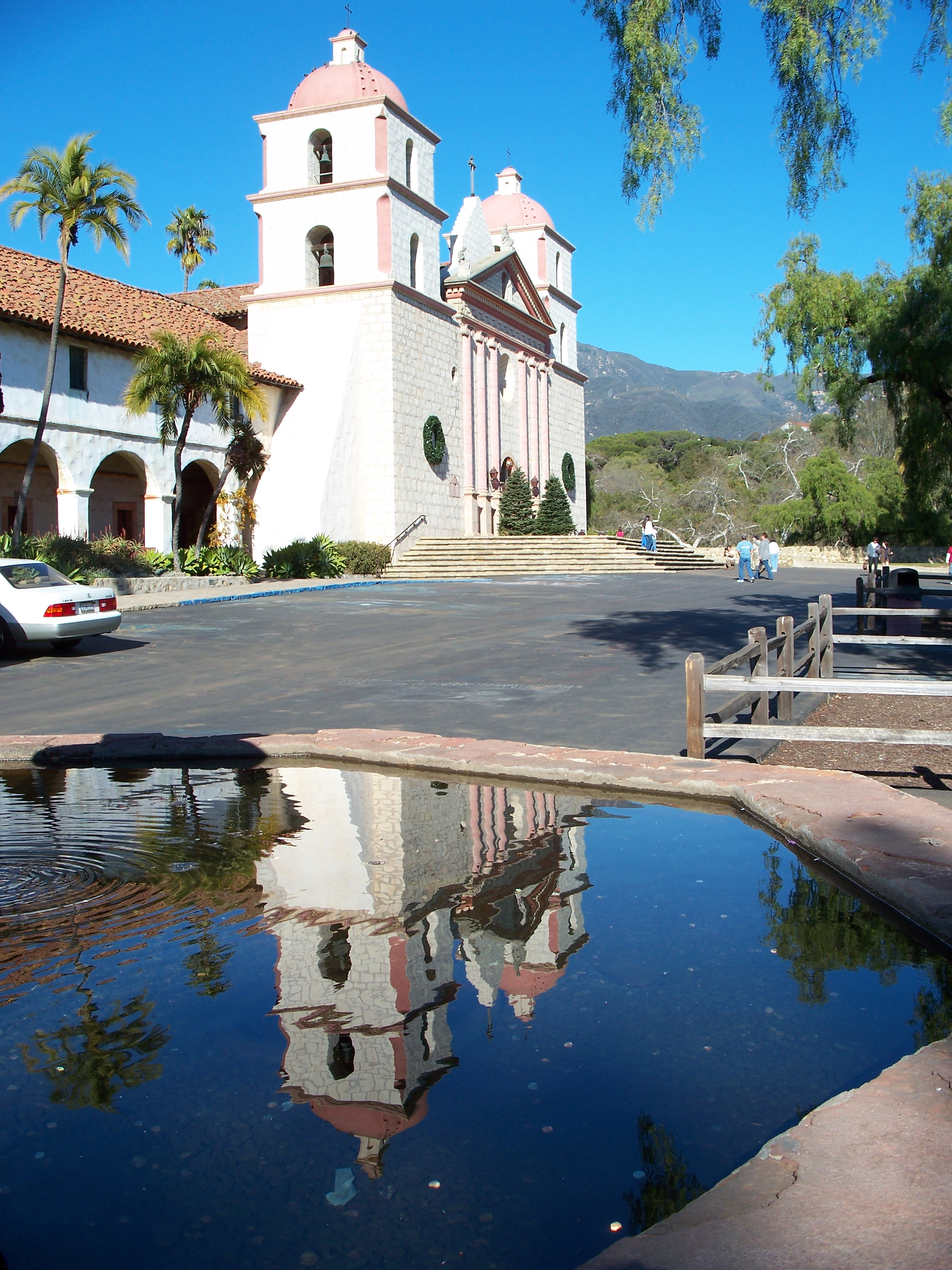
Mission Santa Barbara.

En 1780, le commandant général des provinces intérieures, Teodoro de Croix, veut l'établissement d'un presidio et d'une mission sur l'emplacement de la ville actuelle alors peuplée par la tribu amérindienne des Chumash. Le Presidio de Santa Barbara est achevé le 21 avril 1782. La Mission Santa Barbara est fondée par les Espagnols en 1786.
Le 14 juin 1784, est construit le premier édifice en adobe, maison en brique rouge et place à arcades.
Cette architecture témoigne du passé colonial de la ville. Les maisons récentes ont été pour la plupart édifiées dans le style de l'architecture Mission Revival.
En 1823, le Mexique adopte un régime républicain mais le 2 février 1848, cède la Haute-Californie à la fédération des États-Unis par le traité de Guadalupe Hidalgo. En 1864, l'espagnol devient la langue officielle de la ville jusqu'en 1870 où il est remplacé par l'anglais.
Santa Barbara a été fondée en 1782, date à laquelle elle était une forteresse espagnole. Durant tout le XIXe siècle, elle demeura un paisible pueblo qui ne comptait que quelques centaines de familles vivant principalement de l'élevage.
À la suite du séisme qui ravagea la ville en 1925, des règles strictes furent imposées lors de sa reconstruction, ce qui explique notamment le style architectural homogène qu'elle présente aujourd'hui.

## Géographie

### Topographie et situation
Siège du comté de Santa Barbara (situé au palais de justice), la ville se situe à 145 km au nord-ouest de Los Angeles et 560 km au sud de San Francisco, bordant le canal de Santa Barbara, le long de l'océan Pacifique. La ville s'étend entre une large plage et les monts Santa Ynez, dans une zone de 50 km de long sur 5 km de large.
Santa Barbara forme un seul ensemble urbain avec les villes voisines de Goleta, Montecito, Summerland et Carpinteria.

### Climat

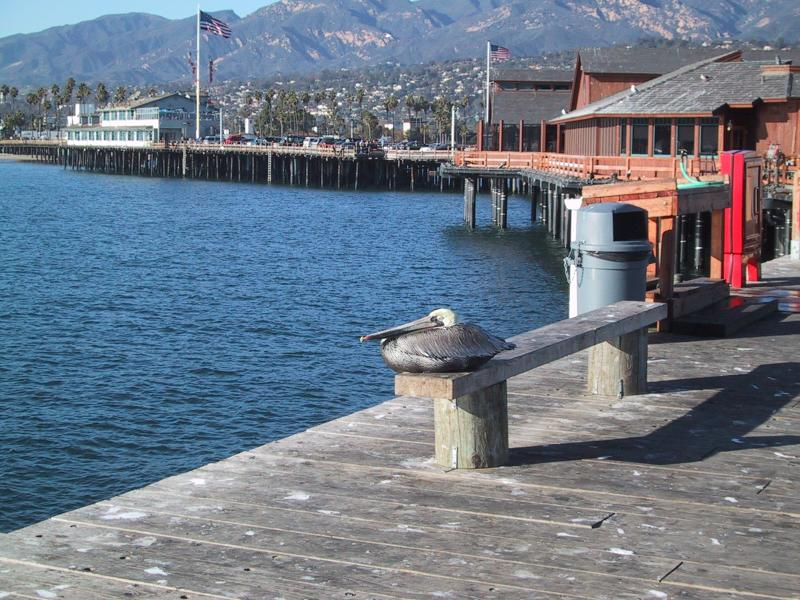
Quais à Santa Barbara.

La douceur du climat tout au long de l'année et un maximum de la pluviométrie en hiver caractérisent le climat méditerranéen (Csb) de Santa Barbara. Selon l'US National Weather Service, le climat de la ville de Santa Barbara est en effet le climat le plus doux de tous les États-Unis à l'exclusion d'Hawaï[réf. nécessaire].
| Mois                              | jan. | fév. | mars | avril | mai  | juin | jui. | août | sep. | oct. | nov. | déc. | année |
| --------------------------------- | ---- | ---- | ---- | ----- | ---- | ---- | ---- | ---- | ---- | ---- | ---- | ---- | ----- |
| Température minimale moyenne (°C) | 4,6  | 6,2  | 7,3  | 8,4   | 10,1 | 12   | 13,8 | 14,6 | 13,6 | 10,8 | 7,1  | 4,5  | 9,4   |
| Température moyenne (°C)          | 11,1 | 12,2 | 12,9 | 14    | 15,2 | 16,9 | 18,6 | 19,3 | 18,8 | 16,8 | 13,7 | 11,3 | 15,1  |
| Température maximale moyenne (°C) | 17,6 | 18,1 | 18,5 | 19,7  | 20,3 | 21,8 | 23,3 | 24,1 | 24   | 22,8 | 20,3 | 18   | 20,7  |
| Précipitations (mm)               | 81   | 91   | 71   | 28    | 5    | 0    | 0    | 5    | 13   | 13   | 51   | 56   | 414   |

### Environnement
Santa Barbara possède un des suintements naturels de pétrole les plus étudiés au monde. Il est nommé Coal Oil Point (en) et se situe sur le campus ouest de l'UCSB. Il se dégage de ce suintement naturel environ 20 tonnes de pétrole par jour, que l'on retrouve sous forme de petites boulettes noires sur les plages alentour.
Santa Barbara accueille plus de trente espèces de baleines, dauphins et phoques. C'est un lieu favorable à l’observation des mammifères marins. Pour cela du 1er mai au 1er août, des excursions sont organisées.

## Démographie
| Groupe            | Santa Barbara | Californie | États-Unis |
| ----------------- | ------------- | ---------- | ---------- |
| Blancs            | 75,1          | 57,6       | 72,4       |
| Autres            | 14,7          | 17,0       | 6,2        |
| Métis             | 3,9           | 4,9        | 2,9        |
| Asiatiques        | 3,5           | 13,1       | 4,8        |
| Afro-Américains   | 1,6           | 6,2        | 12,6       |
| Amérindiens       | 1,0           | 1,0        | 0,9        |
| Océaniens         | 0,1           | 0,4        | 0,2        |
| Total             | 100           | 100        | 100        |
|                   |               |            |            |
| Latino-Américains | 38,0          | 37,6       | 16,7       |

Selon l'American Community Survey, pour la période 2011-2015, 62,54 % de la population âgée de plus de 5 ans déclare parler l'anglais à la maison, 30,41 % déclare parler l'espagnol, 1,23 % l'allemand, 0,70 % une langue chinoise, 0,62 % le français, 0,53 % l'italien et 3,96 % une autre langue.
La ville attire beaucoup de retraités, ainsi 14,1 % de la population sont âgés de plus de 65 ans quand seuls 13,2 % ont moins de 21 ans ; par ailleurs, elle abrite une forte communauté hispanique représentant plus de 33 % de la population totale.
Malgré une hausse récente, le taux de chômage de la ville à 5,3 % en mai 2009 est très inférieur à celui de la Californie (11,2 %).
| 1880  | 1890  | 1900  | 1910   | 1920   | 1930   |
| ----- | ----- | ----- | ------ | ------ | ------ |
| 3 460 | 5 864 | 6 587 | 11 659 | 19 441 | 33 613 |

| 1940   | 1950   | 1960   | 1970   | 1980   | 1990   |
| ------ | ------ | ------ | ------ | ------ | ------ |
| 34 958 | 44 854 | 58 768 | 70 215 | 74 414 | 85 571 |

| 2000   | 2010   | 2020   | - | - | - |
| ------ | ------ | ------ | - | - | - |
| 92 654 | 88 410 | 88 665 | - | - | - |

## Voies de communication et transports

### Réseau routier
Le centre-ville de Santa Barbara est traversée d'est en ouest par l'U.S. Route 101. Elle relie la ville à Los Angeles au sud et San Francisco au nord. Jusqu'à la fin des années 1980, la 101 perdait son statut de route express dans le centre-ville à cause de feux tricolores à quatre carrefours. La construction de deux ponts a mis fin à cette situation en 1990.
Des travaux d'élargissement de deux à trois voies (dont une réservée au covoiturage) et d'isolation acoustique de la 101 ont débuté à l'est de la ville, en direction de Los Angeles, en 2008 et s'étendent en quatre phases jusqu'en 2027. La première phase, entre Milpas street et Hot Springs road, s'est achevée en 2012, pour un coût total de 96 millions de dollars pour 3,5 km. La deuxième phase, a eu lieu de 2012 à 2015 et a concerné une section de 9,6 km à l'est de Carpinteria. La phase 3, entre 2016 et 2019, concerne la traversée de Carpinteria et la dernière, de 2020 à 2027, les 17,5 km entre ces deux villes.

### Réseau ferré

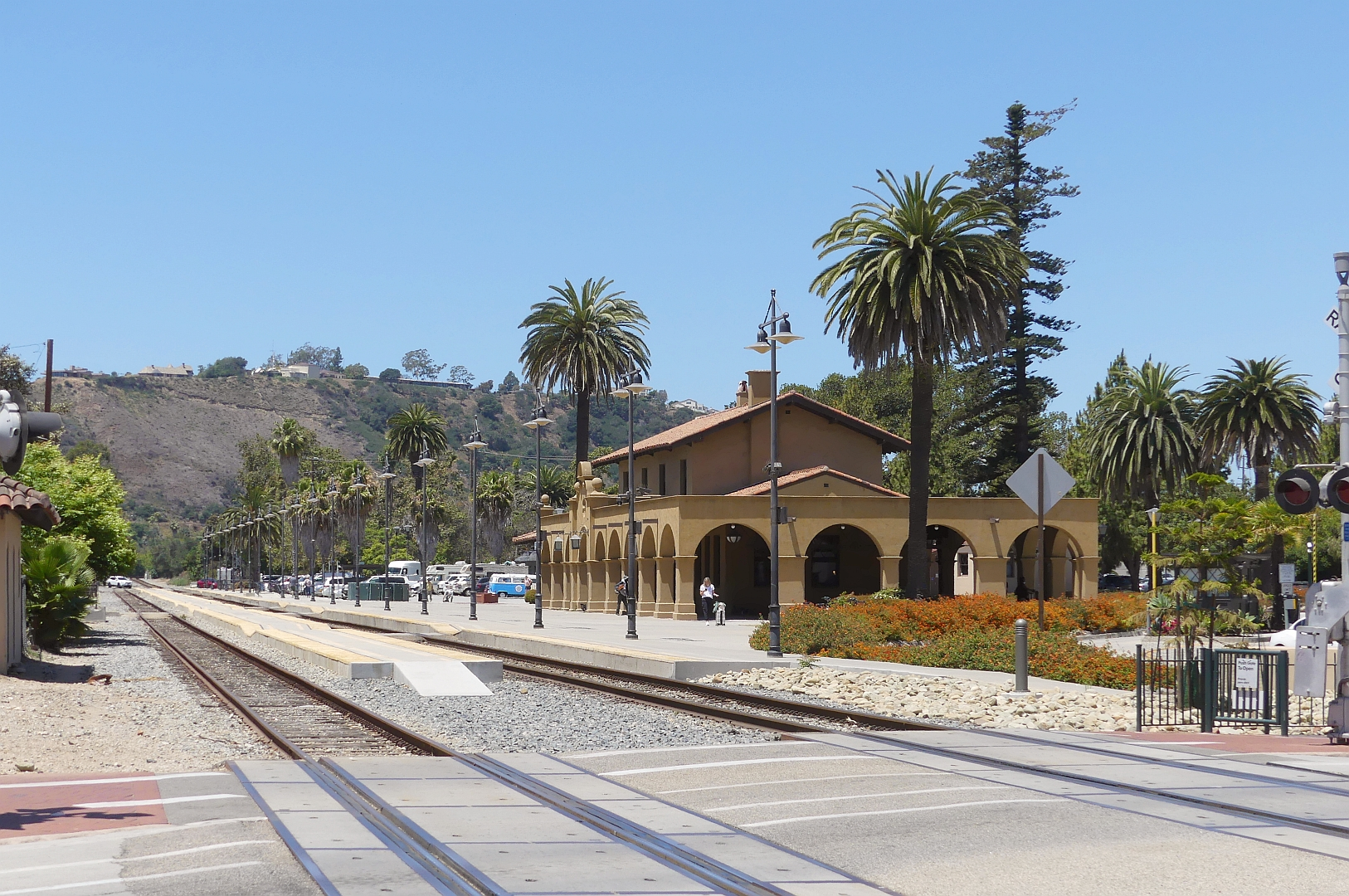
La gare de Santa Barbara.

La ville est desservie par l'Amtrak qui la relie à Los Angeles et San Diego au sud et à San Luis Obispo, San Francisco, l'Oregon et l'État de Washington au nord. La voie ferrée traverse le centre de la ville, où se situe la gare, longeant la route 101.
L'ancienne gare à l'architecture mexicaine est entièrement rénovée et modernisée en 2000.

### Aéroport
Santa Barbara est desservie par son aéroport situé sur la commune voisine de Goleta, à proximité de l'université de Californie à Santa Barbara.
Petit aéroport régional, il ne possède que deux terminaux, le deuxième ayant été construit en 2010. L'aérogare historique a alors été restructurée pour une remise en service l'année suivante. Les coûts élevés de ses vols font qu'il est majoritairement utilisé par la population la plus fortunée. La majorité des habitants de Santa Barbara utilisent l'aéroport international de Los Angeles (LAX) à deux heures de route de la ville, et desservi par la société de bus privée "AirBus Shuttle".

## Politique et administration
La ville est gérée par un conseil municipal de six membres et un maire élus pour quatre ans. Sous sa présidence, le conseil se réunit publiquement une fois par semaine.
La municipalité est impliquée dans la lutte contre le réchauffement climatique. Les véhicules municipaux ont fait l'objet d'un renouvellement et des normes d'émissions de gaz nocifs sont imposées aux industriels.

## Sans-abris
L'augmentation du coût du loyer et des prix de l'immobilier oblige des centaines de personnes de la classe moyenne, y compris des enseignants, des chefs cuisiniers et des infirmières, à vivre dans leur voiture sur des places de parkings.

## Éducation

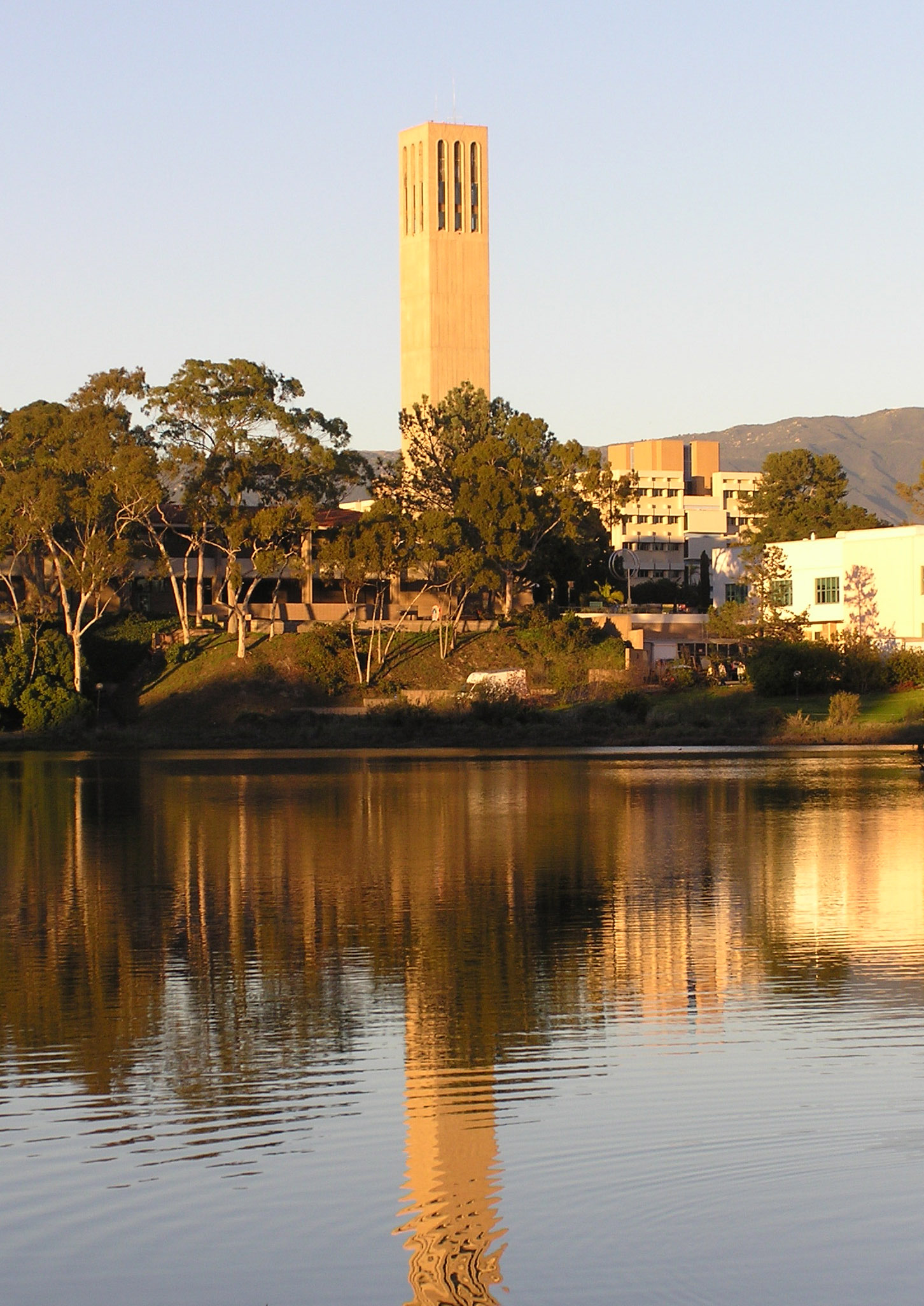
Le campus de l'université.

L'université de Californie à Santa Barbara (UCSB) se situe au nord de la ville, sur la commune de Goleta. Fondée en 1944, son campus s'étend sur près de 415 ha pour quelque 23 000 étudiants.
L'UCSB est l'un des dix campus de l'université de Californie.

## Culture et loisirs

### Musées

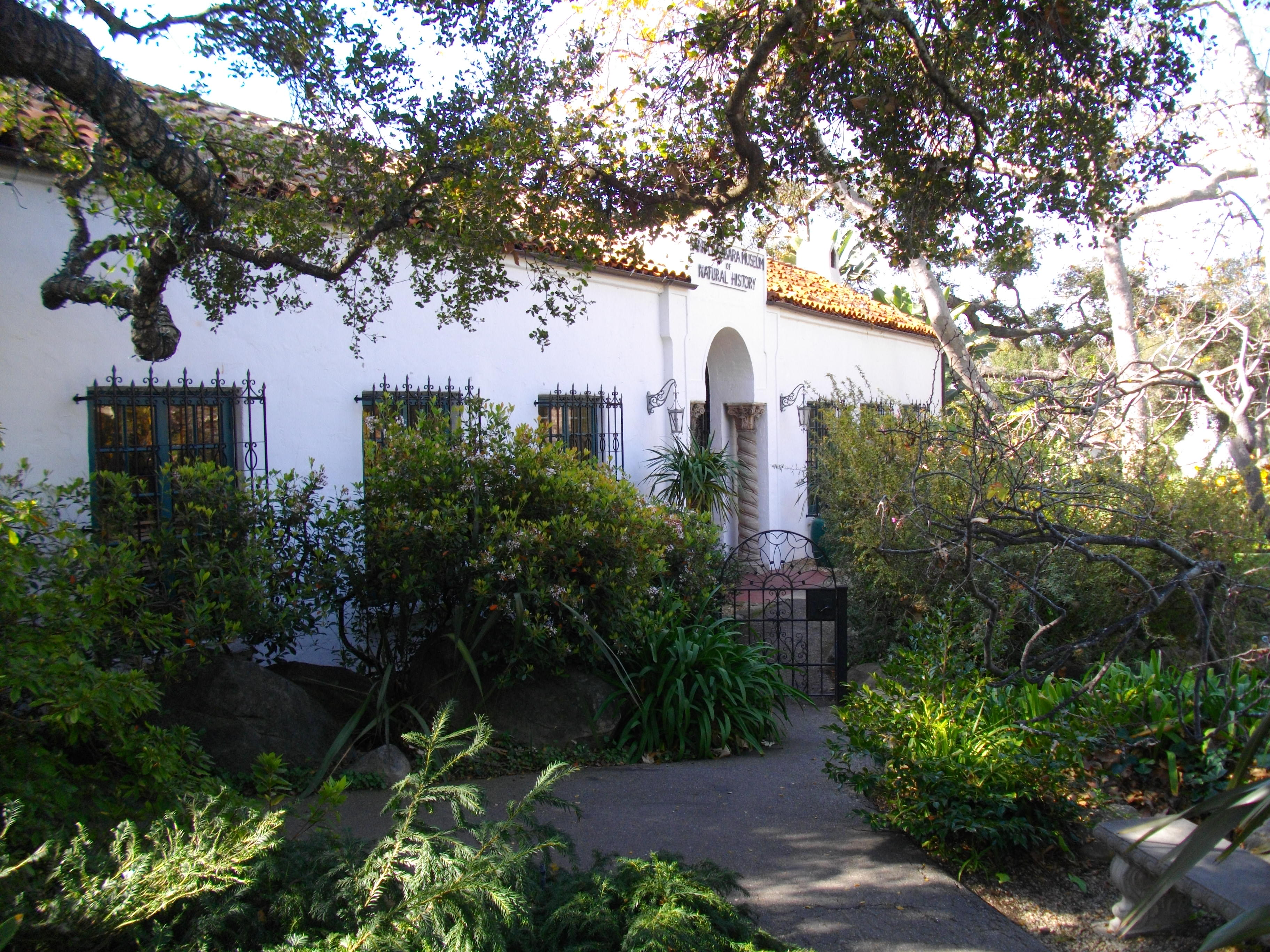
Entrée du muséum de Santa Barbara.

Le Santa Barbara Museum of Art (en) possède une importante collection permanente d'œuvres. De nombreuses galeries privées, le musée d'art de l'Université de Californie à Santa Barbara et le Santa Barbara Museum of Natural History (en) viennent compléter l'offre culturelle en ville.

### Salles de cinéma
- Arlington Theatre

### Médias
Les trois journaux principaux sont le Santa Barbara News-Press tiré à 45 000 exemplaires, le Santa Barbara Daily Sound, un quotidien gratuit, et le Santa Barbara Independent, un hebdomadaire sur les arts et le divertissement.

### À la télévision
Cette ville a aussi donné son nom à une série, Santa Barbara, diffusée pendant les années 1980 sur TF1 en access-prime juste avant le journal télévisé de 20 h.
La ville est également le théâtre des aventures de Shawn Spencer et Burton Guster dans la série Psych.
En 2020, Santa-Barbara est la ville où se déroule l'histoire de la nouvelle série de Netflix, The Politician. Bien qu'elle soit surtout tournée à Los Angeles et d'autres environs, tout est fait pour rappeler l'atmosphère de Santa-Barbara, y compris dans les décors intérieurs.

### Jeux vidéo
Le dernier chapitre du jeu vidéo The Last of Us Part II se déroule à Santa Barbara.

## Jumelages

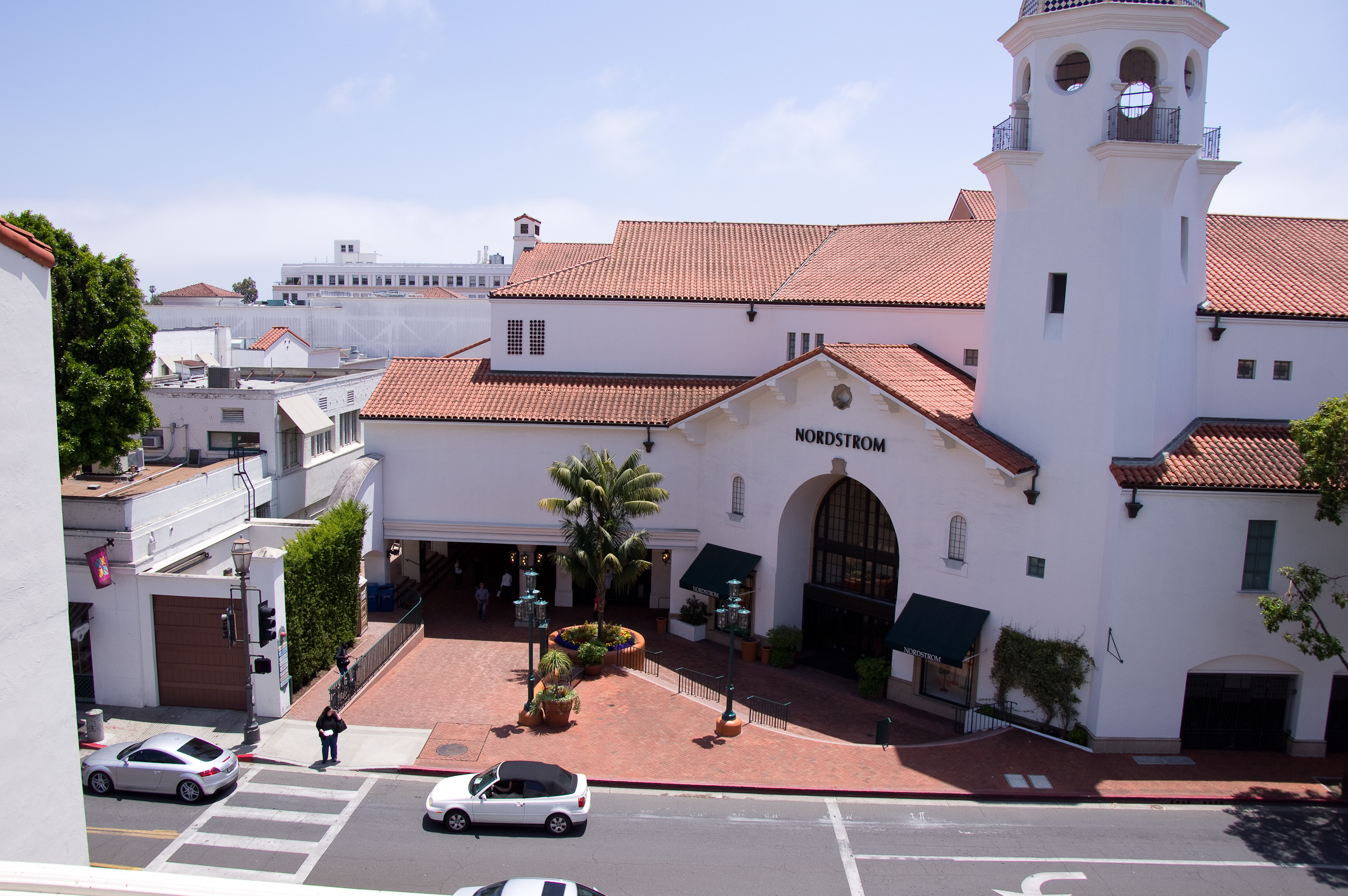
Centre commercial Paseo Nuevo.

- Dingle (Irlande) depuis 2003[25].
- Puerto Vallarta (Mexique) depuis 1972[26].
- San Juan (Philippines) depuis 2000[27].
- Toba (Japon) depuis 1966[28].
- Weihai (Chine) depuis 1993[29].